# Harvey Martin
Pour les articles homonymes, voir Martin.
(en) Statistiques sur pro-football-reference
Harvey Banks Martin, né le 16 novembre 1950 à Dallas et mort le 24 décembre 2001, est un joueur américain de football américain.
Ce defensive end a joué pour les Cowboys de Dallas en National Football League (NFL) de 1973 à 1983.